# Daniel von Crudy
Daniel von Crudy (* 25. Oktober 1735 in Altsohl, Königreich Ungarn; † 18. Dezember 1815 in Preßburg, Königreich Ungarn) war ein evangelischer Theologe und Prediger der Deutschen Evangelischen Kirchengemeinde A. B. zu Preßburg, ab 1802 war er Superintendent des Kirchendistrikts für Cisdanubien der Ungarnländischen Evangelischen Kirche A.B.

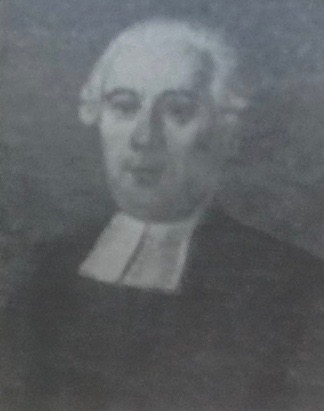
Daniel von Crudy

## Leben
Daniel von Crudy war der Sohn des Schneidermeisters Johannes von Crudy und dessen Ehefrau Susanne geb. Burjan von Dedina. Seine Schulausbildung begann er in der röm.-kath. Schule seines Geburtsortes, wechselte jedoch an die evangelische Schule von Osztroluka. Im Jahre 1746 kam er auf die deutsche Schule nach Kremnitz und 1749 nach Osgyan im Komitat Gemer und Kleinhont um die ungarische Sprache zu erlernen. Ab 1751 studierte er in Preßburg und fand Aufnahme in 'Jeszenákschen Konvikt'
Im September 1756 wollte Crudy nach Wittenberg ziehen, um an der dortigen Universität seine Theologiestudien fortzusetzen. Die Wirren des Siebenjährigen Krieges verhinderten jedoch diese Absicht. Und so ging er vorübergehend nach Altorf und 1758 nach Jena und 1759 nach Leipzig, wo er seine Studien abschloss. Als er im Juli 1759 die Heimreise antrat, wurde er von preußischem Militär aufgegriffen, das ihn zum Militärdienst verpflichten wollte. Nach erfolgter Flucht kam er glücklich in seiner Heimat an.
Im August 1759 trat Crudy seine erste Pfarrstelle in der Ortschaft Cseri (Komitat Hont) an und wurde von Superintendenten Andreas Fridely ordiniert. Vier Jahre später, im Jahre 1763 wurde er von der dortigen Gemeinde zum Pfarrer von Neusohl gewählt.
Am 15. März 1782 wurde er von der Deutschen Evangelischen Kirchengemeinde A.B. nach Preßburg berufen. Seinen Dienst bei der Preßburger Gemeinde trat er am 14. Mai 1782 an. In seiner Eigenschaft als Senior der Preßburger Gemeinde nahm er auch an der 4. Synode der Evangelischen Kirche in Pest im Jahre 1791 teil.
Am 3. Januar 1802 wurde Daniel von Crudy zum Superintendenten des Evangelischen Kirchendistrikts Cisdanubien gewählt. Als Oberhirte unternahm er im Jahre 1803 eine kanonische Visitation der Gemeinden seines Kirchendistrikts, wodurch er sich großes Ansehen erwarb. Nach 33 Dienstjahren bei der Preßburger Gemeinde legte er im Alter von 80 Jahren am 4. November 1815 sein geistliches Amt nieder und trat in den Ruhestand. Er starb nur kurze Zeit danach, am 18. Dezember 1815 in Preßburg. Seine sterblichen Überreste wurden am 22. Dezember 1815 auf den Preßburger Gaistor Friedhof zur letzten Ruhe gebettet. Seine Grabstein blieb nicht erhalten.
Die Preßburger Zeitung schrieb folgendes über die Beerdigungsfeierlichkeiten:
„Das Leichenbegräbnis des Hw. Herrn Superintendenten des hiesigen Donaudistrikts und ältesten Predigers der evangel. Gemeine allhier, Herrn Daniel Crudy, dessen allgemein bedauerter Tod am 18. Dez. erfolgte, wie wir schon in Nro. 100. unserer Zeitung berührt haben; wurde am 22. dieses auf eine feyerliche Art begangen. Die evangel. Kirche war zu diesem Ende besonders mit schwerzem Tuch behängt, und sowohl der Altar als die Kanzel und Orgel schwarz überzogen. […] Bei der Wohnung des Verblichenen wurde ein Trauerlied mit Begleitung der Posaunen abgesungen, dann erhoben den Sarg 10 WE. HH. Prediger seines Kirchsprengels, in Chorhemden, und trugen ihn eine Strecke, welche dann von 10 evangel. Genannten Bürgern abgelöst wurden, die ihn bis zum Thore des Kirchhofes trugen; hier übernahmen ihn wieder die Herrn Prediger und trugen ihn vollends bis zur Kirche. Voran gingen […] die fungirenden drey Herren Geistlichen, die Bahr begleitete seine tiefgebeugte Familie, einige HH. Prediger, der löbl. Stadt-Magistrat, […] In der Kirche … bestieg der WE. H. Samuel Wölfel, Prediger zu Modern, die Kanzel  und hielt eine bündige Predigt… Nun trat sein würdiger Amtsbruder der WE. H. Christian Tremmel, Prediger allhier vor dem Altar und hielt eine rührende Parentazion … Dann las er den Lebenslauf … Nach dessen Beendigung (wurde) ein Schlußlied mit Begleitung der Orgel und Posaunen angestimmt, während dessen die WE. HH. Prediger den Sarg aufhoben, und bis zur Gruft auf dem Freydhofe trugen. Hier hielt sein langjähriger Amtsbruder  der WE. Hr. Ferdinand Siegel eine kurze Ermahnung und sang den Segen, worauf mit einem kurzen Trauerlied die Beerdigung beschlossen wurde.“
Theologisch war Daniel von Crudy ein Vertreter des Theologischen Rationalismus der von der Aufklärung Josephs II. stark beeinflusst war. Er unterhielt gute Kontakte zu den 'Aufklärern' Preßburgs, insbesondere zu den Privatgelehrten Karl Gottlieb von Windisch. Crudy war auch auf dem Gebiete der Kirchengeschichte und des Kirchenrechts ein ausgezeichneter Fachmann. Er hielt auch regelmäßig Vorlesungen an dem Preßburger Evangelischen Lyzeum. Zu seinen Schülern gehörte auch der slowakische Dichter Ján Kollár.

### Familie
Daniel von Crudy war dreimal verheiratet:
1. mit Anna Katharina Klicska, die jedoch noch im ersten Jahr der Ehe starb.
2. seine zweite Frau war die aus Preßburg stammende Marie Therese Rößler
3. seine dritte Frau war Eva Rosine Klein, die Tochter seines Amtsvorgängers in der Preßburger Gemeinde, Michael Klein[7]

Insgesamt hatte Daniel von Crudy 13 Kinder, von welchen ihn nur zwei Söhne und drei Töchter überlebten.

## Das Gesangbuch
Die Aufklärer Preßburgs wünschten auch ein neues Evangelisches Gesangbuch. Der geistige Urheber des gesamten Unternehmens war jedoch der damalige Senior der Gemeinde, Pfarrer Daniel von Crudy. Das Gesangbuch sollte auf den Grundsätzen des vom Rationalismus geprägten „guten Menschenverstands“ aufgebaut werden und die „alten ‚unmodernen’ Kirchenlieder, die zu ihrer Zeit brauchbar waren, aber für die gegenwärtigen Zeiten in ihren Vorstellungen zu dunkel und mystisch, oder in ihren Ausdrücken zu rau und niedrig sind“ sollten daraus entfernt werden. Die Rationalisten gingen so weit, dass im neuen Gesangbuch selbst bedeutende Lieder der Reformationszeit nicht mehr vertreten waren. Selbst Martin Luthers Ein feste Burg ist unser Gott  fand keinen Eingang in das neue Gesangbuch!
Daniel von Crudy nahm an dieser Entwicklung regen Anteil. Bereits 1786 erschien in Preßburg eine Vorarbeit zum neuen Gesangbuch unter dem Titel:
Sammlung christlicher Lieder und Gesänge zum Gebrauche evangelischer Religionsverwandter, Preßburg 1786.
Damit sollte einem neuen Preßburger Gemeindegesangbuch der Weg gebahnt werden. In einem Kirchenprotokoll vom 10. April 1787 wird Karl Gottlieb von Windisch als Mitglied der „Gesangbuchdeputation“ und von Daniel von Crudy wird er als „Sekretär des Redaktionsausschusses“ bezeichnet. Die Erstausgabe des Gesangbuches erschien im Jahre 1788 unter dem Titel:
Neues Gesang- und Gebetbuch zum gottesdienstlichen Gebrauche der evangelischen Gemeinde in Preßburg erschien im Jahre 1788 in Preßburg. Das neue Gesangbuch umfasste 472 Seiten mit Liedern und 124 Textseiten mit Gebeten.
Wegen des starken rationalistischen Einflusses der in Preßburg herrschte, hielt sich dieses Gesangbuch über hundert Jahre im Gottesdienstgebrauch; es erreichte mehrere Auflagen (1788, 1829); und selbst noch im Jahre 1880 wurde das „Crudysche Gesangbuch“ in Ungarisch-Altenburg nochmals nachgedruckt.
Als Carl Eugen Schmidt sein Amt im Jahre 1890 antrat, war eine Revision des rationalistischen Gesangbuches dringend geboten. Er übernahm die Vorarbeiten, die er 1893 seinen Amtsbrüdern den Pfarrherren Johannes Fürst und Gustav Ebner im Pfarrkollegium vorlegte. Damit hatte Schmidt den ersten Schritt zur Abkehr vom Rationalismus im gottesdienstlichen Leben getan. Im neuen Gesangbuch wurden die reformatorischen Choräle in ihrer ursprünglichen Fassung wieder eingeführt, viele seichte rationalistische Lieder gestrichen und neue Lieder in lutherischen Geist aufgenommen. Das Gesangbuch kam 1895 auf dem Markt und fand bis zum Ende der Deutschen Evangelischen Kirchengemeinde Preßburgs im Jahre 1945 mehrere Neuauflagen. Das im Jahr 1936 in fünfter Auflage revidierte Gesangbuch überlebte auch das Ende der Deutschen Evangelischen Kirchengemeinde A.B. im Jahre 1945 und war bis zum Ende des 20. Jahrhunderts in deutschsprachigen Gottesdiensten der Stadt Preßburg (Bratislava's) im Gebrauch, als es dann vom aktuellen Evangelischen Gesangbuch (EG) abgelöst wurde.